# Speak No Evil (Wayne Shorter)
Speak No Evil is het zesde album van Wayne Shorter. Het werd uitgegeven door Blue Note Records in juni 1966 De muziek laat elementen van hard bop en modale jazz horen. Op de albumhoes staat Teruka (Irene) Nakagami afgebeeld. Zij was Shorters eerste echtgenote, die hij in 1961 leerde kennen. Na op zijn beide vorige albums voor Blue Note te hebben gewerkt met de ritmesectie van het 'klassieke' kwartet van John Coltrane, paste Shorter de bezetting op Speak No Evil iets aan. Dat lijkt  beïnvloed te zijn door zijn dan recente toetreding tot het 'tweede kwintet' van Miles Davis. Uit de vorige bezetting is drummer Elvin Jones overgebleven, maar nieuw overgekomen uit Davis' band zijn Herbie Hancock en Ron Carter, respectievelijk op piano en contrabas. Freddie Hubbard, een collega van Shorter uit de tijd dat hij 'musical director' bij Art Blakey's Jazz Messengers was, completeert het kwintet. Hubbard was ook, vanaf 1964, regelmatig bandlid in de band van Herbie Hancock. De bezetting lijkt sterk op het latere VSOP kwintet, met Elvin Jones op drums in plaats van Tony Williams.

## Musici
- Wayne Shorter — tenorsaxofoon
- Freddie Hubbard — trompet
- Herbie Hancock — piano
- Ron Carter — contrabas
- Elvin Jones — drums

## Muziek
Alles geschreven door Shorter

| Nr. | Titel            | Duur |
| --- | ---------------- | ---- |
| 1.  | Witch Hunt       | 8:11 |
| 2.  | Fee-Fi-Fo-Fum    | 5:54 |
| 3.  | Dance Cadaverous | 6:45 |
| 4.  | Speak No Evil    | 8:23 |
| 5.  | Infant Eyes      | 6:54 |
| 6.  | Wild Flower      | 6:06 |

Heruitgaven van dit album kregen soms als bonus alternatieve versies van een aantal nummers meegeperst.